# Импулс (механика)
Вижте пояснителната страница за други значения на Импулс.
Импулс или импулс на тяло във физиката е физична величина, свързана с определена отправна система и представляваща произведението на масата на тялото {\displaystyle m\,} и неговата скорост {\displaystyle {\vec {v}}}.
{\displaystyle {\vec {p}}=m{\vec {v}}}

Импулсът е векторна величина и има посоката на скоростта. В системата SI единицата за импулс на тяло е kg.m/s (килограм по метър в секунда) или N.s (Нютон по секунда).
Навярно по исторически причини в българския език под „импулс“ се разбира това, което в чуждестранната литература се нарича момент (на английски: momentum или linear momentum), а под „момент на импулса“ – това, което в чуждестранната литература се обозначава с angular momentum. При преводите трябва да се внимава, в противен случай се получава неточност.

## Импулс на система
Импулсът се нарича още и „количество на движението“. За затворена система от няколко тела, импулсът на системата е векторната сума от импулсите на отделните тела.
{\displaystyle {\vec {p}}=\sum _{i=1}^{n}m_{i}{\vec {\mathbf {v} }}_{i}=m_{1}{\vec {\mathbf {v} }}_{1}+m_{2}{\vec {\mathbf {v} }}_{2}+m_{3}{\vec {\mathbf {v} }}_{3}+...+m_{n}{\vec {\mathbf {v} }}_{n}}
където:
{\displaystyle {\vec {p}}} е импулсът на системата
{\displaystyle m_{i}\,} е масата на тяло i
{\displaystyle {\vec {\mathbf {v} }}_{i}} е скоростта на тяло i
{\displaystyle n\ } е броят на телата в системата

## Промяна на импулса
Друга дефиниция за сила е промяната на импулса с времето:
{\displaystyle {\vec {F}}={\mathrm {d} {\vec {p}} \over \mathrm {d} t}}.
или по-точната формулировка:
{\displaystyle {{d{\vec {p}}} \over {dt}}=\sum {\vec {F_{ext}}}}
промяната на импулса е равна на сумата на всички външни сили, приложени към тялото.
При постоянна маса и скорости много по-малки от тази на светлината уравнението добива вида:
{\displaystyle {\vec {F}}={\mathrm {d} {\vec {p}} \over \mathrm {d} t}=m{\frac {\mathrm {d} {\vec {v}}}{\mathrm {d} t}}=m{\vec {a}}} известно като втори закон на Нютон.

## Закон за запазване на импулса
Законът за запазване на импулса е един от основните закони за запазване в механиката наред със закона за запазване на енергията и закона за запазване на ъгловия момент. Импулсът на една затворена система се съхранява във времето, с други думи общият импулс на една система върху която не действат външни сили, е един и същ преди и след сблъсък или удар. Законът за съхранение на импулса е директно следствие от втория закон на Нютон.

### Еластични удари
Под елестични удари се разбират такива удари, при които е в сила законът за запазване на кинетичната енергия.
{\displaystyle {\begin{matrix}{\frac {1}{2}}\end{matrix}}m_{1}v_{1,i}^{2}+{\begin{matrix}{\frac {1}{2}}\end{matrix}}m_{2}v_{2,i}^{2}={\begin{matrix}{\frac {1}{2}}\end{matrix}}m_{1}v_{1,f}^{2}+{\begin{matrix}{\frac {1}{2}}\end{matrix}}m_{2}v_{2,f}^{2}\,}
Добър пример за еластични удари е например играта на билярд.

### Нееластични удари
Нееластични са тези удари, при които кинетичната енергия не се запазва. При такива удари настъпват външни промени или отделяне на топлина. Пример за такива удари са автомобилните катастрофи. Законът за запазване на импулса обаче остава в сила и при нееластичните удари.

## Различни определения на импулс

### Импулс в теорията на относителността
В теорията на относителността тримерният импулс на система от невзаимодействащи материални точки се нарича величината:
{\displaystyle {\vec {p}}=\sum _{i}{\frac {m_{i}{\vec {v}}_{i}}{\sqrt {1-v_{i}^{2}/c^{2}}}}},
където mi е масата в покой на i-тата материална точка.
Импулсът е съхранен в затворена система от невзаимодействащи материални точки. Въпреки това, тримерният импулс не е инвариантна величина, защото зависи от избора на отправна система. От по-голямо значение е четиримерният импулс, който за една материална точка изглежда така:
{\displaystyle p=(E/c,{\vec {p}})=\left({\frac {m_{0}c}{\sqrt {1-v_{i}^{2}/c^{2}}}},{\frac {m_{0}{\vec {v}}}{\sqrt {1-v_{i}^{2}/c^{2}}}}\right).}

### Импулс в квантовата механика
В квантовата механика под импулс на частици се разбира оператор, чиито значения се отъждествяват с импулса на системата от частици.
{\displaystyle {\hat {\mathbf {P} }}=\sum _{j}{\hat {\mathbf {p} }}_{j}=\sum -i\hbar \nabla _{j}}
където {\displaystyle \nabla _{j}} е оператор набла. Хамилтонианът на системата се изразява чрез оператора на импулса:
{\displaystyle {\hat {H}}=\sum _{i}{\frac {1}{2m_{i}}}{\hat {\mathbf {p} }}_{i}^{2}+U(\mathbf {r_{1}} ,\dots )}
За затворена система ({\displaystyle U=0}) операторът на импулса комутира с хамилтониана и импулсът е съхранен.